# 사랑하는 까닭에
"사랑하는 까닭에"는 한국에서 제작된 한형모 감독의 1958년 영화이다. 김진규 등이 주연으로 출연하였고 임화수 등이 제작에 참여하였다.

## 출연

### 주연
- 김진규
- 서애자
- 윤일봉

## 기타
- 원작자: 김석민
- 조명: 이범근
- 녹음: 이경순
- 미술: 임명선